# 戰爭漫畫
戰爭漫畫類型漫畫，常見於1960年代至1980年代初期，美洲大陸與日本，漫畫題材背景多半是第二次世界大戰歐洲戰事，特別是美軍與德軍的陸軍作戰，與當時冷戰時代相互呼應，相當程度上是緬懷德軍曾經擊敗蘇聯紅軍，以漫畫來提升美國士氣對抗蘇聯。